# Чоапа (річка)
Річка Чоапа (ісп. Río Choapa) — річка в чилійському регіоні Кокімбо. Річка починається в Андах, у місці злиття струмків Totoral, Leiva і Del Valle. Річка протікає повз місто Саламанка, після чого зливається із своєю основною притокою, річкою Іяпель. Річка Чоапа вливається в Тихий океан біля печери Уентелаукен (Huentelauquén), 35 км на північ від міста Лос-Вілос.